# Dawn Princess
Le Dawn Princess est un navire de croisière appartenant à la société Princess Cruises.
Il s'agit du troisième navire la classe Sun de Princess Cruises. Il est le sister-ship des Sun Princess et Sea Princess.

## Sources
- (en) Cet article est partiellement ou en totalité issu de l’article de Wikipédia en anglais intitulé « Dawn Princess » (voir la liste des auteurs).